# Dekanat Kietrz
Dekanat Kietrz – jeden z 36 dekanatów w rzymskokatolickiej diecezji opolskiej. Do 1972 podlegał formalnie archidiecezji ołomunieckiej wchodząc w skład tzw. dystryktu kietrzańskiego. Od 2025 dziekanem jest ks. Janusz Rempalski SAC.

## Parafie

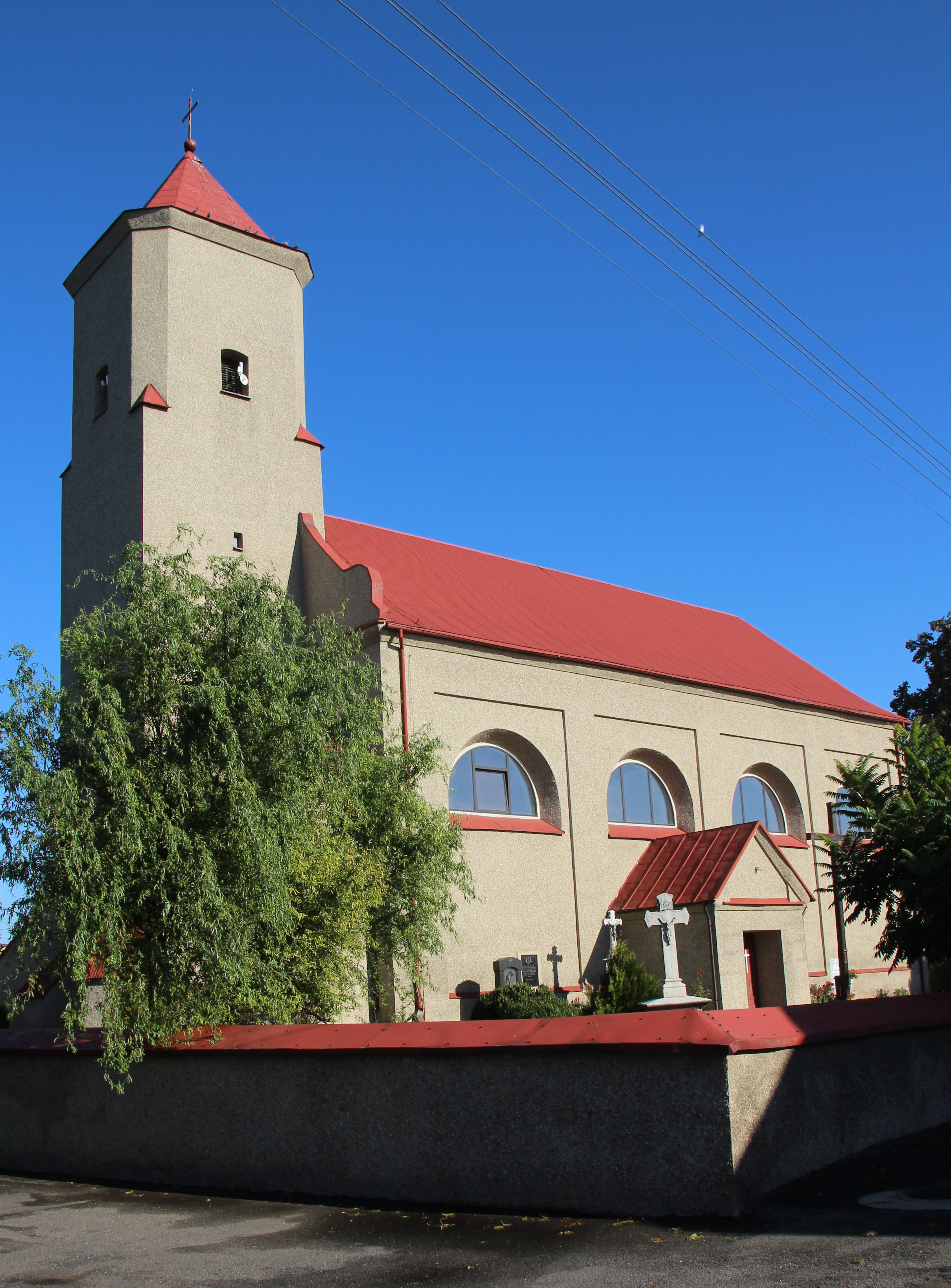
kościół św. Jodoka w Suchej Psinie

W skład dekanatu wchodzi 12 parafii:
- Parafia św. Katarzyny Aleksandryjskiej w Babicach
- Parafia Narodzenia Najświętszej Maryi Panny w Baborowie
- Parafia św. Mateusza Apostoła w Boguchwałowie
- Parafia św. Michała Archanioła w Dziećmarowie
- Parafia św. Mikołaja Biskupa w Dzielowie
- Parafia św. Bartłomieja w Dzierżysławie
- Parafia św. Tomasza Apostoła w Kietrzu
- Parafia św. Bartłomieja w Księżym Polu
- Parafia św. Floriana w Maciowakrzu
- Parafia św. Piotra i Pawła w Nowej Cerekwi
- Parafia św. Jodoka w Suchej Psinie
- Parafia Matki Bożej Wspomożenia Wiernych w Ściborzycach Wielkich

## Historia
W większości obszar dekanatu należał pierwotnie do diecezji ołomunieckiej. Został utworzony w 1729 a większość jego parafii należała uprzednio do dekanatu opawskiego. W 1742 obszar dekanatu w wyniku I wojny śląskiej znalazł się w granicach Królestwa Prus i stał się jednym z trzech dekanatów tzw. dystryktu kietrzańskiego. W 1863 liczył 36907 katolików, 913 niekatolików i 305 żydów. Do 1972 formalnie podlegał archidiecezji ołomunieckiej, po czym wszedł w skład utworzonej w tymże roku diecezji opolskiej.
Do diecezji ołomunieckiej nigdy nie należała jedynie parafia w Maciowakrzu.